# Backe
Backe – miejscowość (tätort) w Szwecji, w regionie administracyjnym (län) Jämtland, w gminie Strömsund.
Według danych Szwedzkiego Urzędu Statystycznego liczba ludności wyniosła: 535 (31 grudnia 2015), 543 (31 grudnia 2018) i 511 (31 grudnia 2019).